# Radomer Wochenblat
Radomer Wochenblat – pierwsza żydowska gazeta wydawana w Radomiu. Ukazywała się przez kilka miesięcy tuż po odzyskaniu przez Polskę niepodległości w 1918.
Tygodnik ten był wydawany przez Lejba Malacha przy wsparciu Szmula Benda, jednak okazał się przedsięwzięciem efemerycznym. Lejb Malach udał się do Argentyny, zaś jego pomocnik próbował kontynuować dzieło w latach 1920–1922.